# Türk Hava Kuvvetleri
La Türk Hava Kuvvetleri è l'attuale aeronautica militare della Turchia e parte integrante delle forze armate turche.
Nel 2013 l'aviazione militare turca è stata considerata la terza per grandezza tra tutti i paesi della NATO dopo la United States Air Force statunitense e la Royal Air Force britannica. Secondo la fonte specialistica Flight International e l'International Institute for Strategic Studies, la Turkish Air Force è costituita da 60000 effettivi e ha in dotazione approssimativamente 643 aeromobili pilotati.
La forza armata fa risalire le sue origini al giugno 1911 quando fu fondata dall'Impero Ottomano col nome di Osmanlı tayyare bölükleri, sebbene come forza aerea come oggi è conosciuta è stata fondata nel 1923 con la creazione delle Repubblica di Turchia.

## Aeromobili in uso
Sezione aggiornata annualmente in base al World Air Force di Flightglobal del corrente anno. Tale dossier non contempla UAV, aerei da trasporto VIP ed eventuali incidenti accorsi durante l'anno della sua pubblicazione. Modifiche giornaliere o mensili che potrebbero portare a discordanze nel tipo di modelli in servizio e nel loro numero rispetto a WAF, vengono apportate in base a siti specializzati, periodici mensili e bimestrali. Tali modifiche vengono apportate onde rendere quanto più aggiornata la tabella.
| Aeromobile                            | Origine             | Tipo                                   | Versione (denominazione locale) | In servizio (2024) | Note | Immagine |
| Aerei da combattimento                |                     |                                        |                                 |                    | |          |
| Lockheed Martin F-16 Fighting Falcon  | Stati Uniti         | caccia multiruoloconversione operativa | F-16CF-16D                      | 15385              | La Turkish Aerospace Industries ha costruito 232 F-16C/D Block 30 e 40 e ha iniziato il retrofit dei Block 30 con mission computer e avionica sviluppati dalla turca ASELSAN. La variante risultante prende il nome di Özgür A marzo 2018 gli F-16C sono 157 in quanto uno è precipitato. |          |
| McDonnell Douglas F-4 Phantom II      | Stati Uniti         | cacciabombardiereAereo da ricognizione | F-4E Terminator 2020RF-4E       | 48                 | Dei 189 F-4E e 44 RF-4E consegnati, a novembre 2017 ne risultavano in servizio 49 tra F-4E ed RF-4E. Aggiornati dalla Israel Aerospace Industries e dalla Turkish Aerospace Industries. Aggiornati nell'avionica a partire dal 2010 con il programma Şimşek a cura della ASELSAN. Un velivolo RF-4E venne intercettato e abbattuto dall'esercito siriano il 22 giugno 2012. |          |
| Aerei AEW e AWACS                     |                     |                                        |                                 |                    | |          |
| Boeing 737 AEW&C                      | Stati Uniti         | AWACS                                  | B-737 AEW&C                     | 4                  | 4 consegnati. |          |
| Aerei per impieghi speciali           |                     |                                        |                                 |                    | |          |
| CASA CN-235                           | Spagna              | aereo da pattugliamento marittimo      | CN235 MPACN235 EW               | 1                  | |          |
| Bombardier Global 6000                | Canada              | aereo da guerra elettronica            | Global 6000 EW                  | 0                  | 4 Global 6000 ordinati, che saranno equipaggiati con sistemi per la Guerra elettronica. |          |
| Aeromobili a pilotaggio remoto - UAV  |                     |                                        |                                 |                    | |          |
| Baykar Bayraktar Akinci               | Turchia             | UAV                                    | Akinci-B                        | 9                  | 9 Akinci-B consegnati all'agosto 2023. |          |
| Aerei per rifornimento in volo        |                     |                                        |                                 |                    | |          |
| Boeing KC-135 Stratotanker            | Stati Uniti         | rifornimento in volo                   | KC-135R                         | 7                  | 7 KC-135R acquistati nel 1994. Il primo dei 7 esemplari in servizio ha completato l'aggiornato allo standard Block 45 nel settembre del 2021. |          |
| Aerei da trasporto                    |                     |                                        |                                 |                    | |          |
| Airbus A400M Atlas                    | Unione europea      | Aereo da trasporto                     | A400M                           | 10                 | 10 A400M ordinati. Il decimo ed ultimo esemplare è stato consegnato agli inizi di aprile 2022. |          |
| Lockheed C-130 Hercules               | Stati Uniti         | aereo da trasporto                     | C-130BMC-130EM                  | 19                 | 5 C-130E acquisiti nel 1964, uno dei quali fu perso il 19 ottobre 1968. Altri 3 C-130E acquistati tra il 1971 e il 1974. 6 C-130B ex Air National Guard, ricevuti nel 1991-1992. Ulteriori 6 C-130E ex sauditi acquistati nel 2010 e ricevuti tra il 20 novembre 2011 e il 21 gennaio 2012. Uno degli esemplari ex sauditi è stato utilizzato come fonte di parti di ricambio. Con il programma Erciyes avviato nel 2006, 13 C-130E e 6 C-130B sono stati aggiornati nei sistemi dalla TUSAS e ridesignati C-130EM e C-130BM, in modo da poter prolungarne l'utilizzo fino al 2040. |          |
| Lockheed Martin C-130J Super Hercules | Stati Uniti         | aereo da trasporto                     | C-130J-30                       | 0                  | A novembre 2024 è stato comunicato la selezione di 12 Hercules C4 (C-130J-30) ex RAF, ritirati da quest'ultima nel 2022 e con ancora un discreto numero di ore di volo disponibili. |          |
| CASA CN-235                           | Spagna              | aereo da trasporto                     | CN235-100M                      | 40                 | |          |
| Airbus A340                           | Unione europea      | aereo da trasporto VIP                 | A340-542                        | 1                  | 1 esemplare ex tunisino mai utilizzato, gestito da Turkish Airlines, viene utilizzato per il trasporto presidenziale, ma dotato di apparati di comunicazione militari e quindi di competenza dell'aeronautica. |          |
| Airbus A330                           | Unione europea      | aereo da trasporto VIP                 | A330-243                        | 1                  | 1 consegnato e gestito da Turkish Airlines, utilizzato per il trasporto presidenziale, ma dotato di apparati di comunicazione militari e quindi di competenza dell'aeronautica. |          |
| Airbus A318                           | Unione europea      | aereo da trasporto VIP                 | A318                            | 1                  | 1 consegnato. |          |
| Airbus A319                           | Unione europea      | aereo da trasporto VIP                 | A319CJ                          | 2                  | 2 consegnati. |          |
| Bombardier CRJ-200                    | Canada              | aereo da trasporto VIP                 | CRJ-200                         | 1                  | 2 consegnato. |          |
| Gulfstream G550                       | Stati Uniti         | aereo da trasporto VIP                 | G550                            | 2                  | 2 consegnati. |          |
| Gulfstream IV                         | Stati Uniti         | aereo da trasporto VIP                 | G-IV                            | 2                  | 2 consegnati. |          |
| Cessna Citation III                   | Stati Uniti         | aereo da trasporto VIP                 | Ce650                           | 2                  | 2 consegnati. |          |
| Aerei da addestramento                |                     |                                        |                                 |                    | |          |
| Northrop F-5 Freedom Fighter          | Stati Uniti         | conversione operativa                  | NF-5A-2000NF-5B-2000            | 17                 | Aggiornati alla standard F-5 2000 dalla Turkish Aerospace Industries. Un NF-5A appartenente alla pattuglia acrobatica Turkish Stars è stato perso il 7 aprile 2021. |          |
| Northrop T-38 Talon                   | Stati Uniti         | aereo da addestramento                 | T-38M                           | 68                 | 55 aerei sono aggiornati, dal 2012 al 2014, allo standard T-38M dalla Turkish Aerospace Industries con avionica moderna e sistemi di sicurezza migliorati. |          |
| TAI Hürjet                            | Turchia             | aereo da addestramento                 | Hürjet                          | 0                  | 4 Hürjet block 0 ordinati a dicembre 2022, più ulteriori 12 Hürjet block 1 ordinati il 18 aprile 2024. |          |
| KAI KT-1                              | Corea del Sud       | aereo da addestramento basico          | KT-1T                           | 39                 | 40 KT-1T ricevuti a partire dall'ottobre del 2010, un esemplare andato perso il 9 aprile 2021. |          |
| TAI Hürkuş                            | Turchia             | aereo da addestramento basico          | Hürkuş-B                        | 1                  | 15 Hürkuş-B ordinati, più 40 in opzione. |          |
| Aermacchi SF-260                      | Italia              | aereo da addestramento basico          | SF-260D                         | 34                 | 40 SF-260D ricevuti a partire dal 1990. A febbraio 2018 gli esemplari in servizio sono 34 in quanto un aereo è andato perso. |          |
| PAC MFI-395 Super Mushshak            | Pakistan            | aereo da addestramento basico          | MFI-395                         | 16                 | 52 MFI-395 ordinati nel 2016. Previste per il 2020, le consegne dei primi due esemplari sono state effettuate nelle prime due settimane di ottobre 2022. |          |
| Elicotteri                            |                     |                                        |                                 |                    | |          |
| Eurocopter AS 532 Cougar              | Francia             | C/SAR                                  | AS 532AL                        | 20                 | 20 AS 532AL furono ordinati nel 1997 nell'ambito del programma Phoenix II che prevedeva la costruzione su licenza in loco. Consegnati a partire dal maggio 2000, vengono utilizzati per il C/SAR. |          |
| Bell UH-1 Huey                        | Stati Uniti         | elicottero utility                     | UH-1H                           | 56                 | 85 UH-1H ricevuti a partire dal 1968. Aggiornati dalla Turkish Aerospace Industries. |          |
| TAI T-70 Blackhawk                    | Turchia Stati Uniti | CSAR                                   | T-70                            | 3                  | 6 T70 costruiti su licenza dalla turca TAI ordinati. |          |
| TAI T625 Gökbey                       | Turchia             | elicottero utility                     | T625                            | 0                  | 4 T625 ordinati. |          |

## Aeromobili ritirati
- Transall C-160D - 20 esemplari (1971-?)[52]
- Northrop F-5 Freedom Fighter
- Lockheed F-104G Starfighter
- Aeritalia F-104S Starfighter
- Convair F-102A/TF-102A Delta Dagger - 50 esemplari (1968-1979)[53]
- North American F-100C/D/F Super Sabre
- Canadair Sabre
- North American F-86D/F/K Sabre
- Republic F-84 Thunderjet
- Republic F-84F Thunderstreak
- Republic RF-84F Thunderflash
- Lockheed T-33A Shooting Star
- Lockheed RT-33A Shooting Star
- Cessna T-37B/C Tweet - 46 esemplari (1963-2015)[54][55]
- North American T-6 Texan
- Douglas C-47 Dakota/Skytrain - 110 esemplari (1946-1998)[25]
- Douglas C-54D Skymaster - 2 esemplari (1959-1973)[25]

## Gradi
| Ufficiali | Ufficiali | Ufficiali              | Ufficiali | Ufficiali  | Ufficiali  | Ufficiali  | Ufficiali | Ufficiali | Ufficiali | Ufficiali | Ufficiali | Ufficiali | Ufficiali | Ufficiali                   | Ufficiali |
| Nazione   | OF-10     | OF-9                   | OF-9      | OF-8       | OF-7       | OF-6       | OF-5      | OF-4      | OF-3      | OF-2      | OF-1      | OF-1      | OF-D      | Ufficiale cadetto           |           |
| --------- | --------- | ---------------------- | --------- | ---------- | ---------- | ---------- | --------- | --------- | --------- | --------- | --------- | --------- | --------- | --------------------------- | --------- |
| Turchia   | Mareşal   | Genelkurmay Başkanlığı | Orgeneral | Korgeneral | Tümgeneral | Tuğgeneral | Albay     | Yarbay    | Binbaşı   | Yüzbaşı   | Üsteğmen  | Teğmen    | Asteğmen  | Nessun distintivo Harbiyeli |           |

| Sottufficiali e comuni | Sottufficiali e comuni    | Sottufficiali e comuni | Sottufficiali e comuni    | Sottufficiali e comuni | Sottufficiali e comuni | Sottufficiali e comuni | Sottufficiali e comuni | Sottufficiali e comuni | Sottufficiali e comuni |
| Nazione                | OR-9                      | OR-8                   | OR-7                      | OR-7                   | OR-6                   | OR-6                   | OR-5                   | OR-3                   | OR-1                   |
| ---------------------- | ------------------------- | ---------------------- | ------------------------- | ---------------------- | ---------------------- | ---------------------- | ---------------------- | ---------------------- | ---------------------- |
| Turchia                | Astsubay Bıdemli Başçavuş | Astsubay Başçavuş      | Astsubay Kıdemli Üstçavuş | Astsubay Üstçavuş      | Astsubay Kıdemli Çavuş | Astsubay Çavuş         | Uzman Çavuş            | Uzman Onbaşı           | Nessun distintivo Er   |